# Epeorus uenoi
Epeorus uenoi is een haft uit de familie Heptageniidae. De wetenschappelijke naam van de soort is voor het eerst geldig gepubliceerd in 1933 door Matsumura.
De soort komt voor in het Palearctisch gebied.